# 24 Ore di Le Mans 1973
La 41ª edizione della 24 Ore di Le Mans si è svolta il 9 e 10 giugno 1973 sul Circuit de la Sarthe.
Questa gara è stata la 8ª manche del Campionato mondiale sportprototipi 1973 (WSC - World Sportscar Championship).

## Contesto

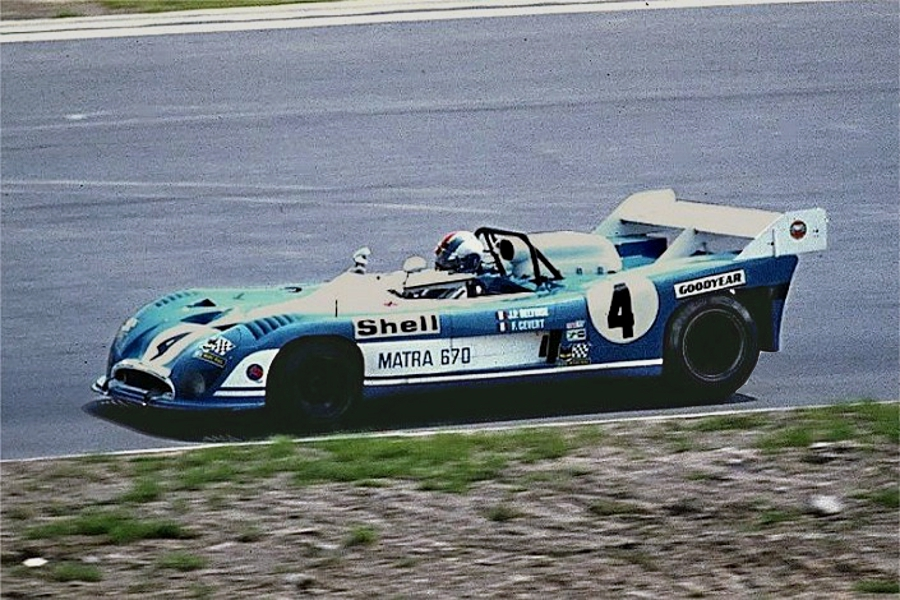
La Matra-Simca 670

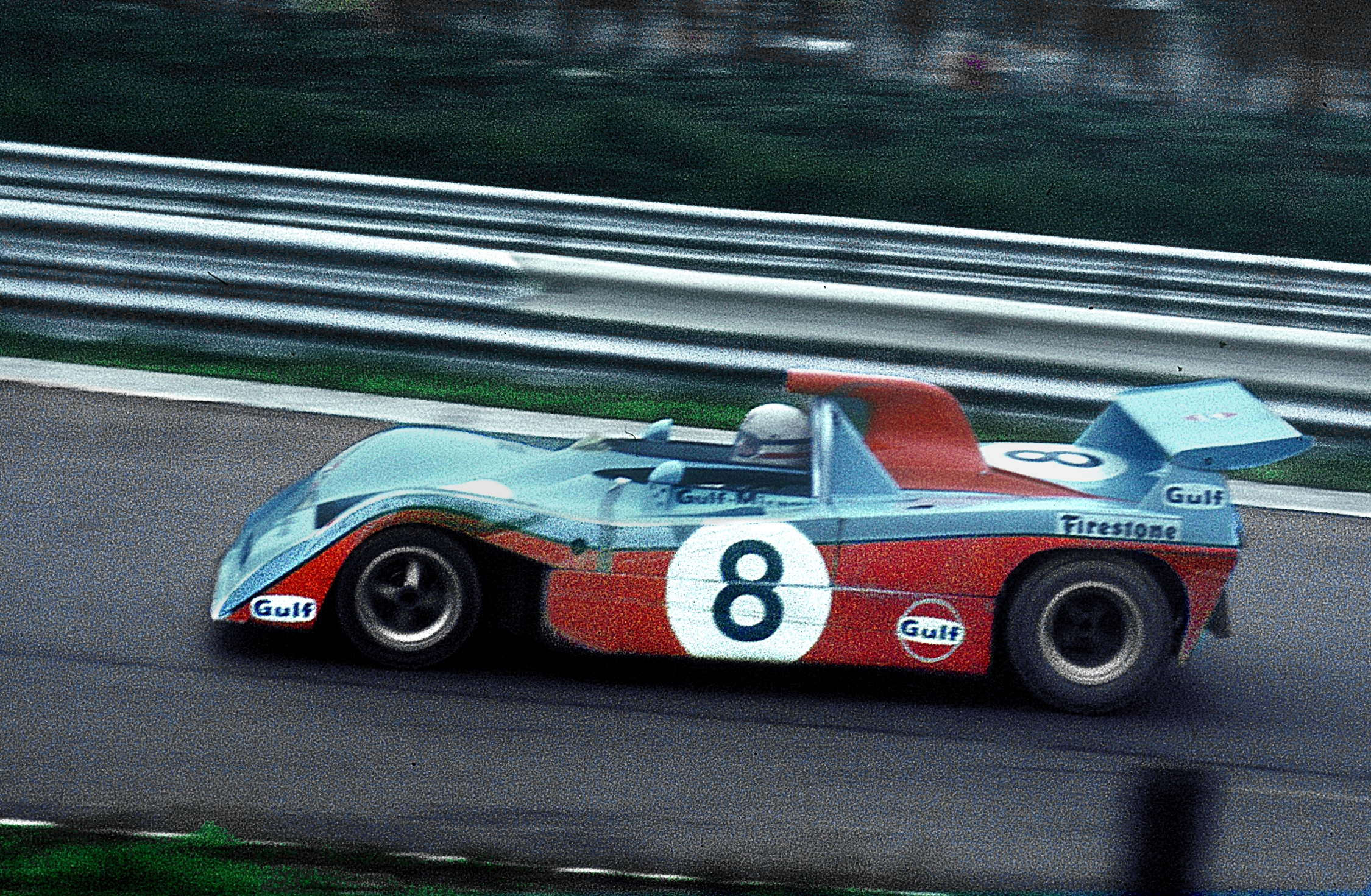
La Mirage M6

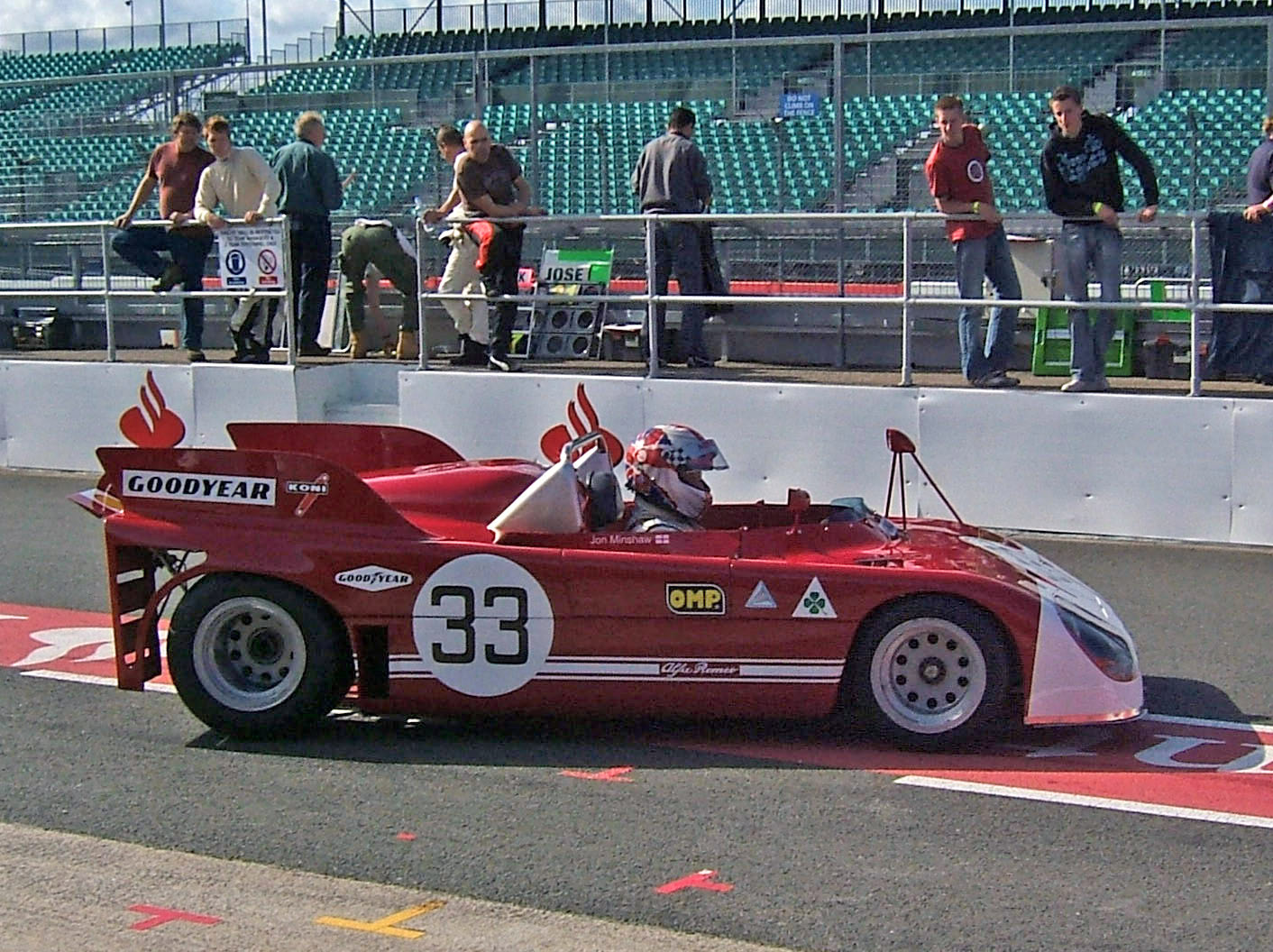
L'Alfa Romeo 33/3

La gara del 1973 si preannuncia come un duello a tutto campo tra l'Équipe Matra, reduce dal successo dell'edizione precedente, e la Scuderia Ferrari, dominatrice della stagione 1972 del Mondiale Marche. I due giganti portano in gara le evoluzioni delle loro auto dell'anno prima: i francesi schierano tre nuove Matra 670 in versione B, riviste nell'aerodinamica, nel motore e nel cambio e una 670 con coda specifica, mentre gli italiani si affidano a tre Ferrari 312 PB dotate di una coda molto più lunga e modificate nelle sospensioni.
Gli altri concorrenti rischiano di essere ridotti al rango di comprimari. Tra essi la J.W. Automotive Engineering Ltd. con le sue Mirage M6 spinte da motori Ford Cosworth DFV: le vetture inglesi, che finora non hanno sfigurato nelle gare lunghe 1000 km (doppietta alla 1000 km di Spa, quell'anno sotto il diluvio), non sembrano però impensierire i due colossi. Inoltre la M6 Coupé, che era la variante con carrozzeria chiusa e coda filante spinta da un motore Ford-Weslake V12 di 2995 cm³ realizzata sul telaio M6/603 originariamente dotato di carrozzeria aperta, viene approntata per il test della gara tenutosi ad aprile, ma non partecipa alla gara in quanto il motore non forniva le prestazioni sperate: il tempo sul giro era 16 secondi più lento di quello segnato dalla M6-Cosworth. Ancora peggiore è la situazione dell'Alfa Romeo, che, a causa degli scioperi che creano ritardi di produzione, non riesce ad allestire in tempo le sue Tipo 33 TT/12, tanto che l'unica vettura del Biscione presente a Le Mans viene iscritta dalla Scuderia Brescia Corse: una Tipo 33/3 in livrea bianco azzurra.
Sempre tra le sportprototipo erano iscritte alcune Porsche 908 e Lola private, le tre Ligier JS2-Maserati (due ufficiali e una privata), la Sigma MC73 spinta da un motore Wankel della Mazda e le Porsche 911 Carrera RSR ufficiali del Martini Racing. Queste ultime, derivate dalla Carrera 2.8 RSR di Gruppo 4 ma iscritte tra i prototipi di Gruppo 5 in quanto elaborate oltre quanto consentito dal regolamento della categoria Gran Turismo, erano dotate di motori con cilindrata aumentata a 3 litri, ampie carrozzerie in vetroresina che ospitavano pneumatici molto più larghi, alettoni specifici e sulla bilancia guadagnavano circa 70 kg rispetto al modello di partenza.
Nella categoria GT si davano battaglia uno stuolo di Porsche 911 2.8 Carrera RSR (raggruppamento fino a 3 litri), le Ferrari 365 GTB/4 (raggruppamento fino a 5 litri) e alcune Chevrolet Corvette C3 (raggruppamento oltre 5 litri), tutte in mano a team privati più o meno professionali: tra i più accreditati il Kremer Racing e il Gelo Racing Team con le vetture di Stoccarda, il North American Racing Team, l'Ecurie Francorchamps e Automobiles Charles Pozzi con le auto di Maranello.
La categoria Turismo era invece terreno di scontro tra le squadre ufficiali BMW e Ford Germania, che riproponevano il duello che combattevano nel loro campionato nazionale.

## Qualifiche

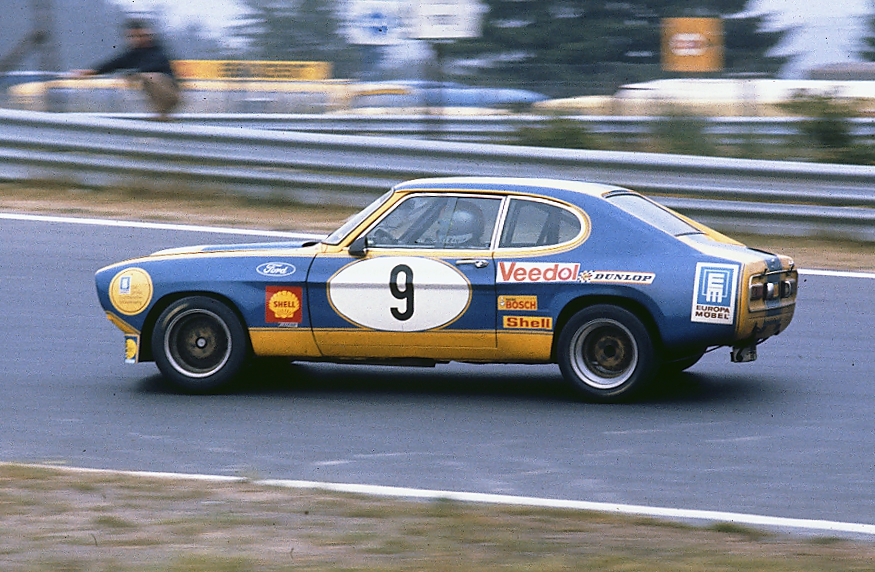
La Ford Capri RS del 1973

Il duello tra Ferrari e Matra monopolizza le prime file: la pole position è appannaggio della Ferrari 312 PB di Arturo Merzario e Carlos Pace, con 3:37,500, seguiti dai compagni di squadra Jacky Ickx/Brian Redman, dalle Matra di Cévert/Beltoise e Pescarolo/Larrousse, dall'altra 312 PB di Schenken/Reutemann, dalle Matra di Jaussaud/Jabouille e Depailler/Wollek, mentre le Mirage M6-Cosworth erano ottava e nona e la Lola T282-Ford di Jean-Louis Lafosse, Reine Wisell e Hughes de Fierlant completava la top ten. L'Alfa Romeo è 12ª, la Sigma MC73 è 14ª, le vetture del Martini Racing partono 18ª e 19ª, mentre le Ford Capri RS di Glemser/Fitzpatrick/Heyer (20ª) e Birrell/Heyer (22ª) sono le migliori tra le vetture turismo, addirittura precedono di un soffio le Ferrari della categoria GT e distanziano le BMW 3.0 CSL ufficiali, solamente ventinovesima e trentesima.

## Gara
Il via alla gara viene dato da Sylvain Floirat, dirigente della Matra, e Arturo Merzario scappa via dalla pole position accumulando un notevole vantaggio sul resto del gruppo, guidato dalla Matra MS670B nr. 10 di Beltoise, che alla fine della terza ora di gara prende il comando quando Carlos Pace riporta ai box la Ferrari al comando a causa della rottura di un tubo della benzina che gli ha inondato l'abitacolo. La Ferrari nr. 16 rientra in corsa dopo 25 minuti, in 14ª posizione.

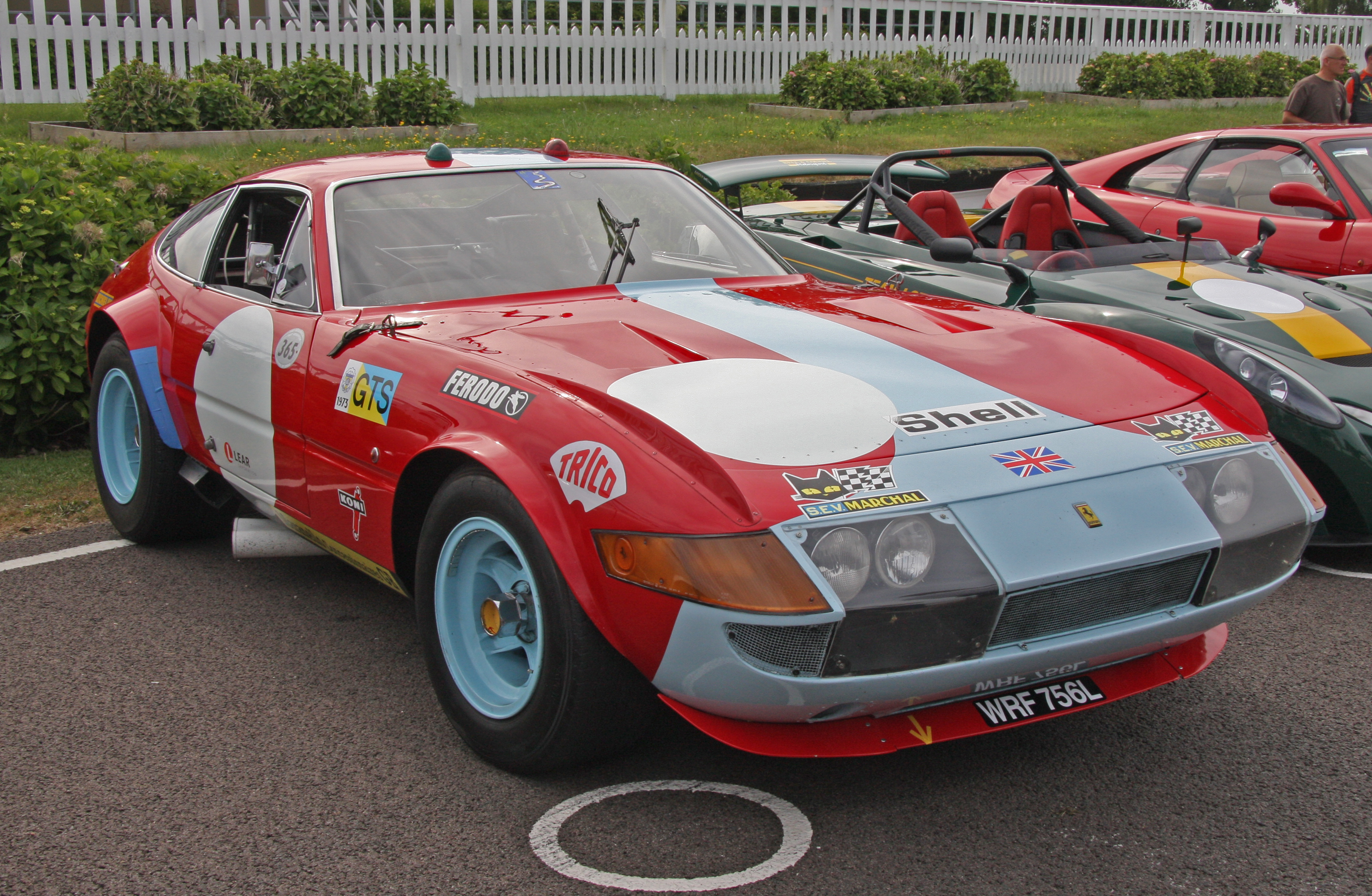
La Ferrari Ferrari 365 GTB/4

Dopo quattro ore la Matra di Beltoise/Cévert è al comando, seguita dalla Ferrari di Reutemann/Schenken e da altre due Matra, quella di Depailler/Wollek e quella di Pescarolo/Larrousse. La Ferrari di Ickx e Redman è quinta, seguita dalla Mirage M6 di Hailwood/Watson/Schuppan e dall'Alfa Romeo 33TT3, mentre si erano già ritirate una delle Ford Capri ufficiali, la Lola T280, la Ligier JS2/Maserati di Guy Ligier e Jacques Laffite, la Chevron B21 e la Corvette C3 di John Greenwood. La Ferrari di Merzario/Pace era in rimonta all'ottavo posto, a differenza della Mirage M6 di Bell/Ganley, precipitata in 47ª posizione per problemi alla frizione che la trattangono ai box; nel frattempo tra le GT, la Ford Capri di Glemser/Fitzpatrick/Heyer si stava mettendo dietro tutte le Daytona.
Durante la quinta ora esplode uno pneumatico sia sulla Matra di Jabouille/Jaussaud che su quella di Cévert/Beltoise, che cedono il comando ai loro compagni di marca Depailler/Wollek, con pochi secondi di vantaggio sulla Ferrari di Reutemann/Schenken e la Matra di Pescarolo/Larrousse; ma la rottura di un tubo dell'olio mette fuori gioco i nuovi leader, lasciando in testa i ferraristi. Al terzo posto la Ferrari di Ickx/Redman, al quarto la Mirage di Hailwood/Watson/Schuppan, davanti alla 312PB di Merzario/Pace in rimonta e all'Alfa della Brescia Corse. Alle loro spalle la Matra nr. 14, rientrata dopo le riparazioni, la Porsche RSR ufficiale di Müller/van Lennep e più indietro la Porsche 908/3 della Escuderia Montjuich e la migliore delle Capri, passata dalla 12ª alla 10ª posizione.

## Classifica finale
| Pos | Classe  | N° | Squadra                             | Piloti                                                 | Vettura                 | Motore               | Giri |
| --- | ------- | -- | ----------------------------------- | ------------------------------------------------------ | ----------------------- | -------------------- | ---- |
| 1   | S 3.0   | 11 | Équipe Matra-SIMCA Shell            | Henri Pescarolo Gérard Larrousse                       | Matra-SIMCA MS670B      | Matra 3.0L V12       | 355  |
| 2   | S 3.0   | 16 | SpA Ferrari SEFAC                   | Arturo Merzario Carlos Pace                            | Ferrari 312 PB          | Ferrari 3.0L Flat-12 | 349  |
| 3   | S 3.0   | 12 | Équipe Matra-SIMCA Shell            | Jean-Pierre Jaussaud Jean-Pierre Jabouille             | Matra-SIMCA MS670B      | Matra 3.0L V12       | 331  |
| 4   | S 3.0   | 46 | Martini Racing Team                 | Herbert Müller Gijs van Lennep                         | Porsche 911 Carrera RSR | Porsche 3.0L Flat-6  | 328  |
| 5   | S 3.0   | 3  | Escuderia Montjuich - Tergal        | Bernard Chenevière Juan Fernandez Francisco Torredemer | Porsche 908/3           | Porsche 3.0L Flat-8  | 319  |
| 6   | GT 5.0  | 39 | Automobiles Charles Pozzi           | Claude Ballot-Léna Vic Elford                          | Ferrari 365 GTB/4       | Ferrari 4.4L V12     | 316  |
| 7   | S 3.0   | 4  | Guillermo Ortega - Ecuador Marlboro | Guillermo Ortega Fausto Merello                        | Porsche 908/1           | Porsche 3.0L Flat-8  | 316  |
| 8   | GT 3.0  | 45 | Porsche Kremer Racing Team          | Paul Keller Erwin Kremer Clemens Schickentanz          | Porsche 911 Carrera RSR | Porsche 2.8L Flat-6  | 316  |
| 9   | GT 5.0  | 40 | Automobiles Charles Pozzi           | Alain Serpaggi José Dolhem                             | Ferrari 365 GTB/4       | Ferrari 4.4L V12     | 315  |
| 10  | GT 3.0  | 63 | Gelo Racing Team                    | Georg Loos Jürgen Barth                                | Porsche 911 Carrera RSR | Porsche 2.8L Flat-6  | 311  |
| 11  | T 5.0   | 51 | BMW Motorsport                      | Toine Hezemans Dieter Quester                          | BMW 3.0CSL              | BMW 3.3L I6          | 307  |
| 12  | GT +5.0 | 30 | Greder Racing Team                  | Henri Greder Marie-Claude Charmasson                   | Chevrolet Corvette C3   | Chevrolet 7.0L V8    | 303  |
| 13  | GT 5.0  | 38 | North American Racing Team          | François Migault Luigi Chinetti Jr.                    | Ferrari 365 GTB/4       | Ferrari 4.4L V12     | 299  |
| 14  | GT 3.0  | 48 | Porsche Sonauto BP Racing           | Peter Gregg Guy Chasseuil                              | Porsche 911 Carrera RSR | Porsche 2.8L Flat-6  | 298  |
| 15  | S 3.0   | 60 | Scuderia Brescia Corse              | Carlo Facetti Sergio Morando Teodoro Zeccoli           | Alfa Romeo Tipo 33TT3   | Alfa Romeo 3.0L V8   | 298  |
| 16  | GT 3.0  | 41 | Schiller Racing Team                | Jean Selz Florian Vetsch                               | Porsche 911 Carrera RSR | Porsche 2.7L Flat-6  | 297  |
| 17  | GT 3.0  | 42 | René Mazzia                         | Pierre Mauroy Marcel Mignot                            | Porsche 911 Carrera RSR | Porsche 2.8L Flat-6  | 290  |
| 18  | GT +5.0 | 69 | J.C. Aubriet / Écurie Léopard       | Jean-Claude Aubriet "Depnic"                           | Chevrolet Corvette C3   | Chevrolet 7.0L V8    | 282  |
| 19  | S 3.0   | 18 | Claude Laurent                      | Claude Laurent Martial Delalande Jacques Marché        | Ligier JS2              | Maserati 2.9L V6     | 270  |
| 20  | GT 5.0  | 34 | Ecurie Francorchamps                | Jean-Claude Andruet Richard Bond                       | Ferrari 365 GTB/4       | Ferrari 4.4L V12     | 270  |
| 21  | S 3.0   | 52 | André Wicky Racing Team             | André Wicky Max Cohen-Olivar Philippe Carron           | Porsche 908/2           | Porsche 3.0L Flat-8  | 270  |

### Ritirati
| Pos | Classe  | N° | Squadra                          | Piloti                                              | Vettura                 | Motore                    | Giri |
| --- | ------- | -- | -------------------------------- | --------------------------------------------------- | ----------------------- | ------------------------- | ---- |
| 22  | S 3.0   | 15 | SpA Ferrari SEFAC                | Jacky Ickx Brian Redman                             | Ferrari 312 PB          | Ferrari 3.0L Flat-12      | 332  |
| 23  | S 2.0   | 25 | Michel Dupont                    | Michel Dupont Paul Blancpain                        | Chevron B23             | Ford Cosworth FVC 1.8L I4 | 229  |
| 24  | GT 5.0  | 6  | North American Racing Team       | Sam Posey Milt Minter                               | Ferrari 365 GTB/4       | Ferrari 4.4L V12          | 254  |
| 25  | T 3.0   | 55 | Ford Motorwerke                  | Dieter Glemser John Fitzpatrick Hans Heyer          | Ford Capri RS           | Ford 3.0L V6              | 239  |
| 26  | S 3.0   | 7  | Équipe Gitanes Cigarettes France | Jean-Louis Lafosse Reine Wisell Hughes de Fierlandt | Lola T282               | Ford Cosworth DFV 3.0L V8 | 164  |
| 27  | GT 5.0  | 36 | North American Racing Team       | Lucien Guitteny Bob Grossman                        | Ferrari 365 GTB/4       | Ferrari 4.4L V12          | 192  |
| 28  | GT 5.0  | 33 | J.C. Bamford Excavators Ltd.     | Neil Corner Willie Green                            | Ferrari 365 GTB/4       | Ferrari 4.4L V12          | 163  |
| 29  | GT 5.0  | 37 | North American Racing Team       | Rubén Luis di Palma Néstor García Veiga             | Ferrari 365 GTB/4       | Ferrari 4.4L V12          | 211  |
| 30  | S 3.0   | 8  | Gulf Research Racing             | Derek Bell Howden Ganley                            | Mirage M6               | Ford Cosworth DFV 3.0L V8 | 163  |
| 31  | GT 5.0  | 56 | Shark Racing Team                | Jean-Claude Guérie Cyril Grandet                    | Ferrari 365 GTB/4       | Ferrari 4.4L V12          | 174  |
| 32  | S 3.0   | 19 | Automobiles Ligier               | Jean-Pierre Paoli Alain Couderc                     | Ligier JS2              | Maserati 3.0L V6          | 174  |
| 33  | T 5.0   | 50 | BMW Motorsport                   | Chris Amon Hans-Joachim Stuck                       | BMW 3.0CSL              | BMW 3.3L I6               | 160  |
| 34  | T 3.0   | 53 | Ford Motorwerke                  | Jean Vinatier Helmut Koinigg Gerry Birrell          | Ford Capri RS           | Ford 3.0L V6              | 152  |
| 35  | GT 3.0  | 49 | Jean Egreteaud                   | Jean Egreteaud Jean-Claude Lagniez                  | Porsche 911 Carrera RSR | Porsche 2.8L Flat-6       | 139  |
| 36  | S 2.0   | 22 | Raymond Touroul                  | Raymond Touroul Jean-Pierre Rouget                  | Porsche 910             | Porsche 2.0L Flat-6       | 142  |
| 37  | S 3.0   | 5  | Duckhams Oil                     | Alain de Cadenet Chris Craft                        | Duckhams LM (Lola T280) | Ford Cosworth DFV 3.0L V8 | 81   |
| 38  | S 3.0   | 17 | SpA Ferrari SEFAC                | Tim Schenken Carlos Reutemann                       | Ferrari 312 PB          | Ferrari 3.0L Flat-12      | 182  |
| 39  | S 3.0   | 10 | Équipe Matra-SIMCA Shell         | François Cevert Jean-Pierre Beltoise                | Matra-SIMCA MS670B      | Matra 3.0L V12            | 157  |
| 40  | S 2.5   | 26 | Sigma Automotive                 | Tetsu Ikuzawa Hiroshi Fushida Patrick Dal Bo        | Sigma MC73              | Mazda 12A 2.3L 2-Rotori   | 79   |
| 41  | GT 3.0  | 44 | Porsche Club Romand              | Jean-François Piot Peter Zbinden                    | Porsche 911 Carrera RSR | Porsche 2.8L Flat-6       | 110  |
| 42  | GT 3.0  | 78 | Jean Sage                        | Hervé Bayard René Ligonnet                          | Porsche 911 Carrera RSR | Porsche 2.8L Flat-6       | 95   |
| 43  | GT 3.0  | 43 | Max Moritz Racing Team           | Gerd Quist Manfred Laub Jürgen Zink                 | Porsche 911 Carrera RSR | Porsche 2.8L Flat-6       | 103  |
| 44  | S 3.0   | 9  | Gulf Research Racing             | Mike Hailwood John Watson Vern Schuppan             | Mirage M6               | Ford Cosworth DFV 3.0L V8 | 112  |
| 45  | S 2.0   | 21 | Pierre Maublanc                  | Pierre Maublanc Robert Mieusset                     | Chevron B23             | BMW 2.0L I4               | 90   |
| 46  | S 3.0   | 14 | Équipe Matra-SIMCA Shell         | Patrick Depailler Bob Wollek                        | Matra-SIMCA MS670B      | Matra 3.0L V12            | 84   |
| 47  | S 2.0   | 28 | Jacques Henry                    | Jacques Henry Fred Stalder Gernard Grobot           | Lola T292               | Ford Cosworth FVC 1.9L I4 | 84   |
| 48  | S 3.0   | 47 | Martini Racing Team              | Reinhold Joest Claude Haldi                         | Porsche 911 Carrera RSR | Porsche 3.0L Flat-6       | 54   |
| 49  | S 2.0   | 27 | Escuderia Montjuich              | José Juncadella Jorge de Bagration                  | Chevron B23             | Ford Cosworth FVC 1.9L I4 | 52   |
| 50  | S 3.0   | 61 | Daniel Rouveyran                 | Daniel Rouveyran Christian Mons Christian Ethuin    | Lola T280/82            | Ford Cosworth DFV 3.0L V8 | 38   |
| 51  | GT +5.0 | 29 | John Greenwood                   | John Greenwood Bob Johnson                          | Chevrolet Corvette C3   | Chevrolet 7.0L V8         | 37   |
| 52  | S 3.0   | 62 | Automobiles Ligier               | Guy Ligier Jacques Laffite                          | Ligier JS2              | Maserati 3.0L V6          | 24   |
| 53  | T 3.0   | 54 | Ford Motorwerke                  | Gerry Birrell Hans Heyer                            | Ford Capri RS           | Ford 3.0L V6              | 4    |
| 54  | S 2.0   | 2  | Blancpain Total Dinitrol         | Roger Dubois Christine Beckers Pierre Pagani        | Chevron B21/23          | Ford Cosworth FVC 1.8L I4 | 9    |
| 55  | T 5.0   | 58 | André Wicky Racing Team          | Walter Brun Cox Kocher Jean-Pierre Aeschlimann      | BMW 3.0CSL              | BMW 3.3L I6               | 1    |

## Statistiche
- Pole Position - numero 16 SpA Ferrari SEFAC - 3:37.50
- Giro più veloce - numero 10 Équipe Matra-Simca Shell - 3:39.60
- Distanza - 4853.945 km
- Velocità media - 202.247 km/h

## Vincitori dei trofei
- Indice di efficienza termica - numero 45 Porsche Kremer Racing Team